# DREAM Act
DREAM Act (akronym för Development, Relief, and Education for Alien Minors) är ett amerikanskt lagförslag som först introducerades i USA:s senat den 1 augusti 2001, av Dick Durbin och Orrin Hatch. Den 26 mars 2009 återintroducerades lagförslaget i Senaten och Representanthuset. Lagförslaget handlar om att ge möjlighet till permanent uppehållstillstånd till ungdomar som kom som barn (omyndiga) till illegala invandrare till USA, som gått ut high school i USA, som visat "god moralisk karaktär", som varit i USA i minst fem år, om de gör en tvåårig militärtjänst i USA alternativt studerar minst två år på en högre utbildning.

## Kritik
Kritiker till lagförslaget har hävdat att DREAM Act skulle uppmuntra och belöna illegal invandring.